# Oreto

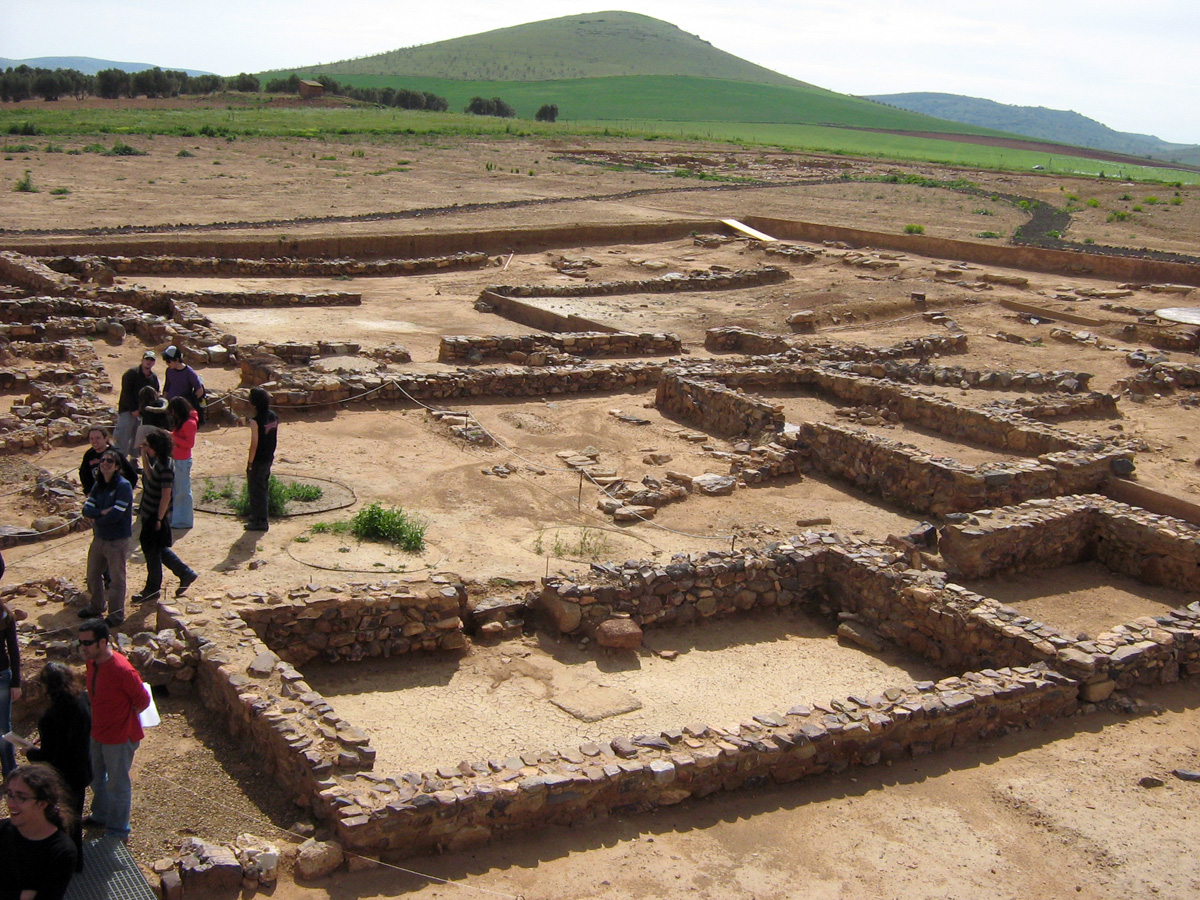
Pozostałości dawnego miasta Oreto

Oreto (łac. Dioecesis Oretanus) – stolica historycznej diecezji w Hiszpanii, istniejącej w pierwszych wiekach. 
Współczesne miasto Granátula de Calatrava we wspólnocie autonomicznej Kastylia-La Mancha. Obecnie katolickie biskupstwo tytularne ustanowione w 1969 przez papieża Pawła VI.

## Biskupi tytularni
| Lp. | Biskup              | Funkcja                                        | Od              | Do                   |
| --- | ------------------- | ---------------------------------------------- | --------------- | -------------------- |
| 1   | Stephen Fumio Hamao | biskup pomocniczy Tokio (Japonia)              | 5 lutego 1970   | 30 października 1979 |
| 2   | Angel Lagdameo      | biskup pomocniczy Cebu (Filipiny)              | 19 czerwca 1980 | 31 stycznia 1986     |
| 3   | Pat Power           | biskup pomocniczy Canberry-Goulburn (Brazylia) | 8 marca 1986    |                      |